# Gordon Adam (veslač)
Gordon Belgum Adam, ameriški veslač, * 26. maj 1915, † 27. marec 1992.
Adam je za ZDA nastopil na Poletnih olimpijskih igrah 1936 v Berlinu, kjer je v osmercu osvojil zlato medaljo.